# بيت عيس (ذي السفال)

تعديل مصدري - تعديل

بيت عيس هي إحدى قرى عزلة رعاش بمديرية ذي السفال التابعة لمحافظة إب، بلغ تعداد سكانها 471 نسمة حسب تعداد اليمن لعام 2004.